# Eudora Welty
Eudora Alice Welty (Jackson, 13 de abril de 1909 – Jackson 23 de julho de 2001) foi uma escritora de contos e romances e fotógrafa estadunidense que escreveu sobre a Região Sul dos Estados Unidos. Seu romance The Optimist's Daughter venceu o  em 1973. Welty ganhou diversos prêmios, incluindo a Medalha Presidencial da Liberdade. Sua casa em Jackson, Mississippi foi designada como um marco histórico nacional e é aberta à visitação pública como um museu.

## Biografia
Eudora Welty nasceu em Jackson, Mississippi em 13 de abril de 1909, filha de Christian Webb Welty (1879–1931) e Mary Chestina Andrews Welty (1883–1966). Ela cresceu com os irmãos mais novos  Edward Jefferson e Walter Andrews. Sua mãe era professora do ensino básico. Sua família frequentava a igreja metodista. A casa da família permanece de pé e foi listada no Registro Nacional de Lugares Históricos.
Welty logo desenvolveu um amor pela leitura reforçado por sua mãe, que acreditava que "qualquer cômodo de nossa casa, a qualquer hora do dia, estava lá para ler ou para quem lesse." Seu pai, que trabalhava como executivo de seguros, ficou intrigado com gadgets e máquinas e inspirou em Welty o amor por coisas mecânicas. Mais tarde, ela usou a tecnologia como simbolismo em suas histórias e também se tornou uma fotógrafa ávida, como seu pai.
Ela frequentou a Central High School em Jackson. Perto da época de sua formatura no ensino médio, Welty mudou-se com sua família para uma casa construída para eles na Pinehurst Street número 1119, que permaneceu como seu endereço permanente até sua morte. Wyatt C. Hedrick projetou a casa em estilo Tudor Revival dos Weltys, que agora é conhecida como Eudora Welty House and Garden.

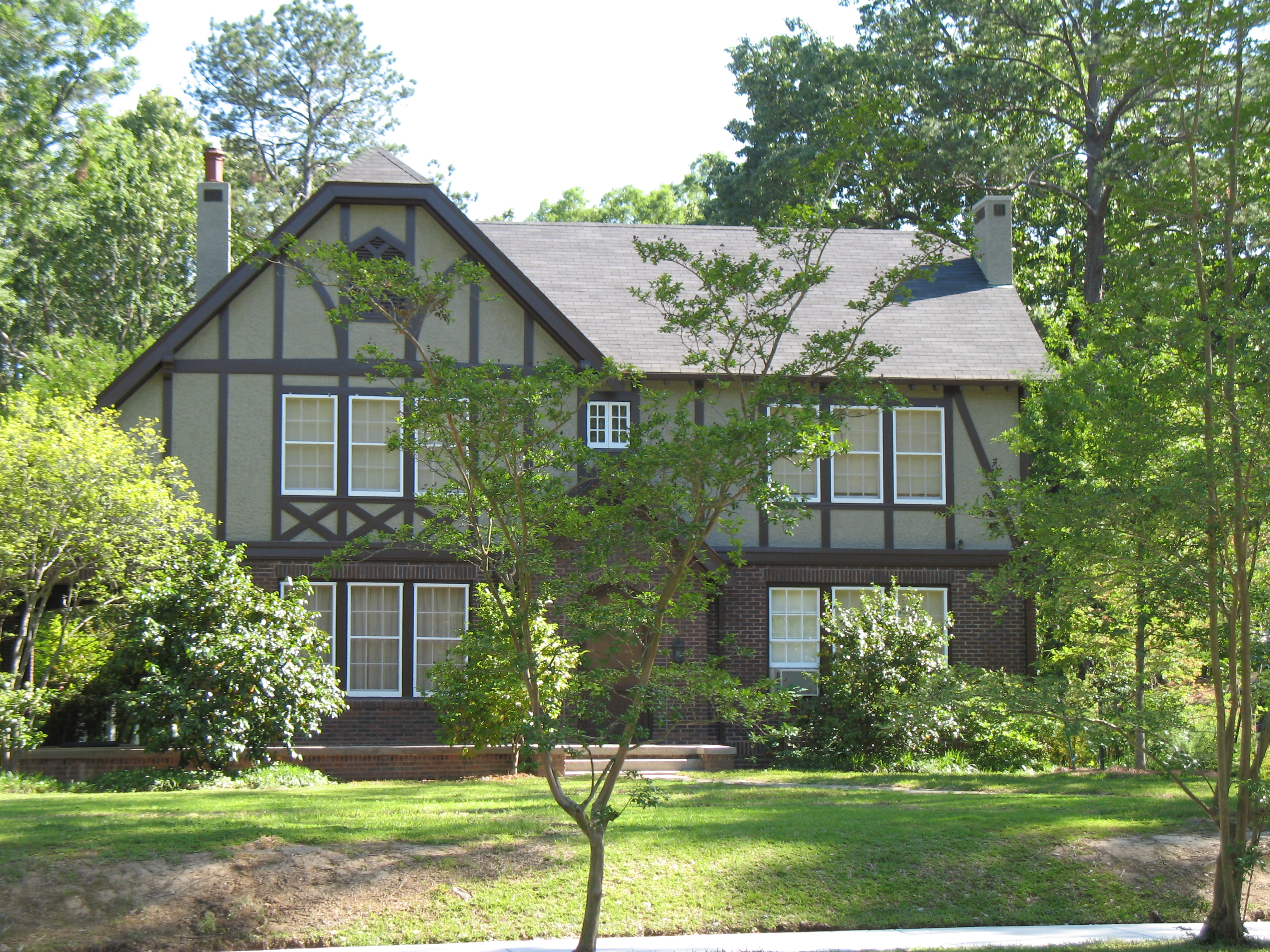
Casa de Eudora Welty

Welty estudou no Mississippi State College for Women de 1925 a 1927, depois foi transferida para a Universidade de Wisconsin para completar seus estudos em literatura inglesa. Por sugestão do pai, ela estudou publicidade na Universidade de Columbia. Por ter se formado no auge da Grande Depressão, ela lutou para encontrar trabalho em Nova York.
Logo depois que Welty retornou para Jackson em 1931, seu pai morreu de leucemia. Ela conseguiu um emprego em uma estação de rádio local e escreveu como correspondente sobre a sociedade de Jackson para o jornal de Memphis, The Commercial Appeal. Em 1933, ela começou a trabalhar para a Works Progress Administration. Como agente de publicidade, ela coletou histórias, conduziu entrevistas e tirou fotos do cotidiano no Mississippi. Ela ganhou uma visão mais ampla da vida sulista e das relações humanas que utilizou para seus contos. Durante esse período, Welty também realizou reuniões em sua casa com colegas escritores e amigos, um grupo que ela chamou de Night-Blooming Cereus Club. Três anos depois, ela deixou o emprego para se tornar escritora em tempo integral.
Em 1936, ela publicou The Death of a Traveling Salesman na revista literária Manuscript, e logo publicou histórias em várias outras publicações notáveis, incluindo The Sewanee Review e The New Yorker. Ela fortaleceu seu lugar como uma influente escritora sulista quando publicou seu primeiro livro de contos, A Curtain of Green. Seu novo sucesso lhe rendeu um lugar na equipe do The New York Times Book Review, bem como uma bolsa Guggenheim que lhe permitiu viajar para França, Inglaterra, Irlanda e Alemanha. Enquanto estava no exterior, ela passou algum tempo como professora residente nas universidades de Oxford e Cambridge, tornando-se a primeira mulher a ter permissão para entrar no hall do Peterhouse College. Em 1960, ela voltou para casa em Jackson para cuidar de sua mãe idosa e de dois irmãos.
Depois que Medgar Evers, secretário de campo da NAACP no Mississippi, foi assassinado, ela publicou uma história no The New Yorker, Where Is the Voice Coming From?. Ela escreveu na primeira pessoa como a assassina.
Em 1971, ela publicou uma coleção de suas fotografias retratando a Grande Depressão, intitulada One Time, One Place. Dois anos depois, ela recebeu o Prêmio Pulitzer de Ficção por seu romance The Optimist's Daughter. Ela lecionou na Universidade de Harvard e eventualmente adaptou suas palestras como um livro de memórias em três partes intitulado One Writer's Beginnings. Ela continuou morando na casa de sua família em Jackson até sua morte por causas naturais em 23 de julho de 2001. Ela está enterrada no Cemitério Greenwood em Jackson. Sua lápide traz uma citação de The Optimist's Daughter: "Para sua vida, qualquer vida, ela tinha que acreditar, nada mais era do que a continuidade de seu amor."
Ao longo da década de 1970, Welty manteve uma longa correspondência com o romancista Ross Macdonald, criador da série de romances policiais Lew Archer.

## Fotografia
Enquanto Welty trabalhava como agente de publicidade para a Works Progress Administration, ela tirava fotos de pessoas de todas as classes econômicas e sociais em seu tempo livre. Do início da década de 1930, suas fotografias mostram os pobres rurais do Mississippi e os efeitos da Grande Depressão. Coleções de suas fotografias foram publicadas como One Time, One Place (1971) e Photographs (1989). Sua fotografia serviu de base para vários de seus contos, incluindo Why I Live at the P.O., que foi inspirado em uma mulher que ela fotografou passando roupa nos fundos de uma pequena agência dos correios. Embora focada em escrever, Welty continuou a tirar fotografias até a década de 1950.

## Carreira de escritora e principais obras

Welty recebe a Medalha Presidencial da Liberdade do presidente Jimmy Carter em 1980

O primeiro conto de Welty, Death of a Traveling Salesman, foi publicado em 1936. Seu trabalho atraiu a atenção da autora Katherine Anne Porter, que se tornou sua mentora e escreveu o prefácio da primeira coleção de contos de Welty, A Curtain of Green, em 1941. O livro estabeleceu Welty como um dos principais nomes da literatura americana e apresentou as histórias Why I Live at the P.O., Petrified Man e a frequentemente antologizada A Worn Path. Empolgada com a impressão das obras de Welty em publicações como The Atlantic Monthly, a Junior League de Jackson, da qual Welty era membro, solicitou permissão aos editores para reimprimir algumas de suas obras. Ela publicou mais de quarenta contos, cinco romances, três obras de não ficção e um livro infantil.
O conto Why I Live at the P.O. foi publicado em 1941, com outros dois, pela The Atlantic Monthly. Foi republicado no final daquele ano na primeira coleção de contos de Welty, A Curtain of Green. A história é sobre Irmã e como ela se afasta da família e acaba morando no correio onde trabalha. Vista pelos críticos como literatura sulista de qualidade, a história captura comicamente as relações familiares. Como a maioria de seus contos, Welty captura com maestria o idioma sulista e dá importância à localização e aos costumes. A Worn Path também foi publicado no The Atlantic Monthly e A Curtain of Green. É visto como um dos melhores contos de Welty, ganhando o segundo lugar do Prêmio O. Henry em 1941.
O romance de estreia de Welty, The Robber Bridegroom (1942), desviou-se de seus trabalhos anteriores com inclinação psicológica, apresentando personagens estáticos de contos de fadas. Alguns críticos sugerem que ela se preocupava em "invadir o território do gigante literário masculino ao norte dela em Oxford, Mississippi." e, portanto, escreveu em um estilo de conto de fadas em vez de histórico. A maioria dos críticos e leitores o viram como um conto de fadas sulista moderno e notaram que ele emprega temas e personagens que lembram as obras dos Irmãos Grimm.
Imediatamente após o assassinato de Medgar Evers em 1963, Welty escreveu Where Is the Voice Coming From?. Como ela disse mais tarde, ela se perguntou: “Seja quem for o assassino, eu conheço-o: não a sua identidade, mas a sua origem, neste tempo e lugar. Isto é, eu já deveria ter aprendido daqui, o que tal homem, decidido a tal ato, tinha em mente. Escrevi a história dele — minha ficção — na primeira pessoa: sobre o ponto de vista daquele personagem”. A história de Welty foi publicada na The New Yorker logo após a prisão de Byron De La Beckwith.
Vencedor do Prêmio Pulitzer de Ficção, The Optimist's Daughter (1972) é considerado por alguns o melhor romance de Welty. Foi escrito em uma data muito posterior à maior parte de seu trabalho. Como escreveu o poeta Howard Moss no The New York Times, o livro é "um milagre de compressão, o tipo de livro, pequeno em escopo, mas profundo em suas implicações, que recompensa uma vida inteira de trabalho". A trama se concentra nas lutas familiares quando a filha e a segunda esposa de um juiz se enfrentam no confinamento limitado de um quarto de hospital enquanto o juiz passa por uma cirurgia ocular.
Welty fez uma série de discursos na Universidade de Harvard, revisados e publicados como One Writer's Beginnings (Harvard, 1983). Foi o primeiro livro publicado pela Harvard University Press a ser Best Seller do New York Times (pelo menos 32 semanas na lista) e vice-campeão do National Book Award for Nonfiction de 1984.
Em 1992, ela recebeu o Prêmio Rea de Contos por suas contribuições vitalícias ao conto americano. Welty foi membro fundador da Fellowship of Southern Writers, fundada em 1987. Ela também ensinou escrita criativa em faculdades e em workshops. Ela morava perto do Belhaven College de Jackson e era uma visão comum entre as pessoas de sua cidade natal.
Welty influenciou pessoalmente vários jovens escritores do Mississippi em suas carreiras, incluindo Richard Ford, Ellen Gilchrist, e Elizabeth Spencer.

## Honras
- 1941: Prêmio O. Henry, segundo lugar, A Worn Path;
- 1942: Prêmio O. Henry, primeiro lugar, The Wide Net;
- 1943: Prêmio O. Henry, primeiro lugar, Livvie is Back;
- 1954: Medalha William Dean Howells de ficção, The Ponder Heart;[34]
- 1968: Prêmio O. Henry, primeiro lugar, The Demonstrators;
- 1969: Membro da Academia Americana de Artes e Ciências;[35]
- 1970: Medalha Edward MacDowell;[36]
- 1973: Prêmio Pulitzer de Ficção, The Optimist's Daughter;[15]
- 1979: Doutora Honorária em Letras pela Universidade de Illinois em Urbana-Champaign em Urbana, Illinois;[37]
- 1980: Medalha Presidencial da Liberdade;[34]
- 1981: Doutora Honorária em Letras Humanas do Randolph-Macon Woman's College em Lynchburg, Virgínia;
- 1983: National Book Award pela primeira edição em brochura de The Collected Works of Eudora Welty;[38][a]
- 1983: Convidada pela Universidade de Harvard para ministrar as primeiras Palestras Massey anuais sobre a história da civilização americana, revisadas e publicadas como One Writer's Beginnings;[5][16]
- 1983: Prêmio Literário de St. Louis da Saint Louis University Library Associates;[39][40]
- 1985: Prêmio de Realização, American Association of University Women;
- 1986: National Medal of Arts;[41]
- 1990: Recebeu o Prêmio do Governador de Excelência nas Artes, pelo conjunto de sua obra, que foi o reconhecimento do estado do Mississippi por sua extraordinária contribuição para as Letras Americanas;
- 1991: Medalha da National Book Foundation por Contribuição Distinta às Letras Americanas;[42][43]
- 1991: Prêmio Peggy V. Helmerich de Autor Distinto.[43][44] O Prêmio Helmerich é concedido anualmente pela Tulsa Library Trust;
- 1992: Prêmio Rea de Contos;[45]
- 1992: Prêmio PEN/Malamud de Contos;[45]
- 1992: Medalha Nacional de Humanidades;[46]
- 1993: Prêmio Charles Frankel, Fundo Nacional Para as Humanidades;[45]
- 1993: Prêmio Distinguished Alumni, Associação Americana de Faculdades e Universidades Estaduais;[45]
- 1996: Ordem Nacional da Legião de Honra pelo governo francês;
- 1998: Primeira autora viva a ter seus trabalhos publicados na prestigiada série Library of America;[5]
- 2000: Prêmio América por uma contribuição vitalícia à escrita internacional;
- 2000: Indução ao National Women’s Hall of Fame;[47]

## Comemoração

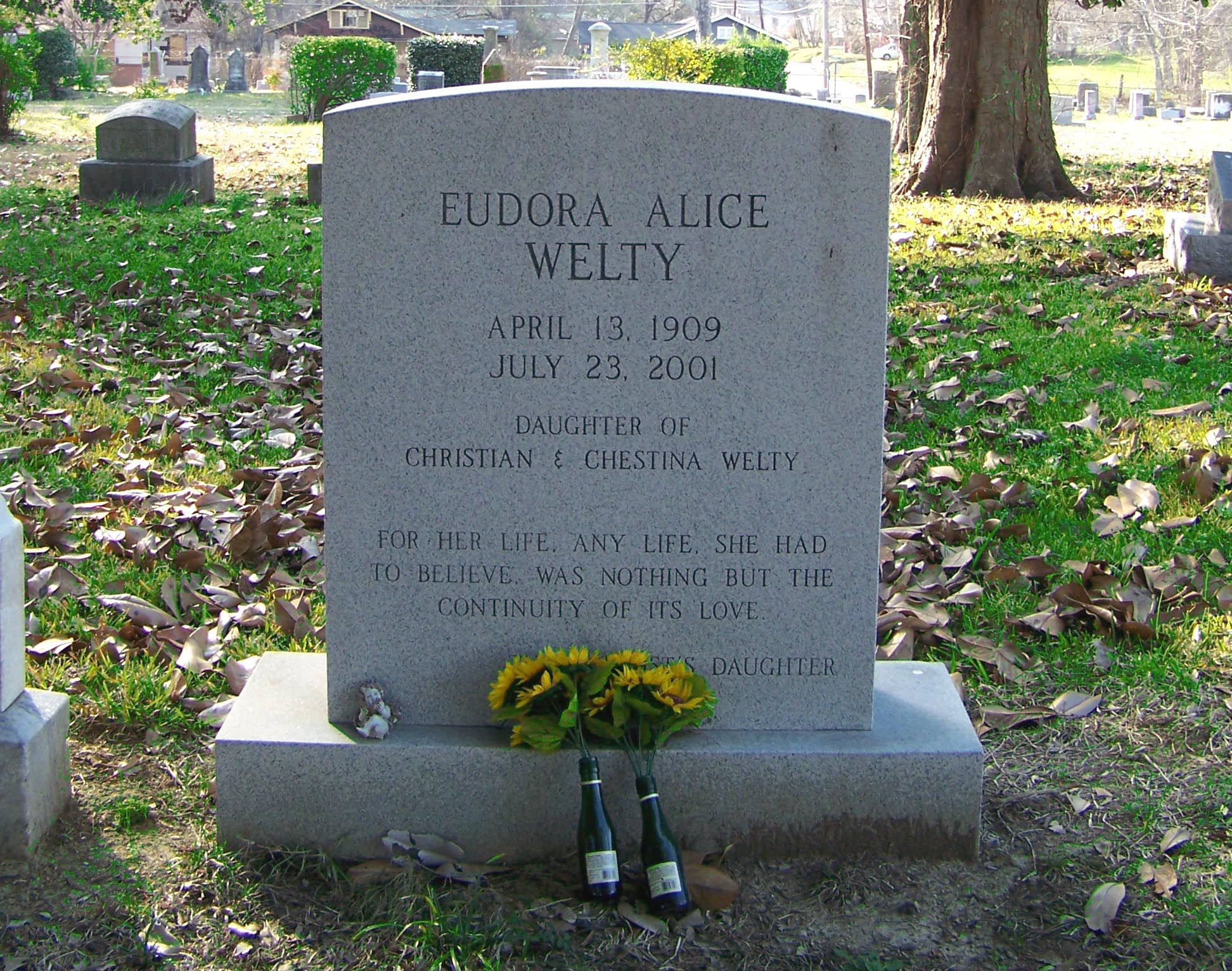
Lápide de Welty no Cemitério Greenwood em Jackson, Mississippi

- Em 1990, Steve Dorner chamou seu programa de e-mail de Eudora, inspirado na história de Welty Why I Live at the P.O.[48] Welty teria ficado "satisfeita e impressionada" com a homenagem.[49]
- Em 1973, o estado do Mississippi instituiu o dia 2 de maio como o "Dia Eudora Welty".[50]
- Todo mês de outubro, a Universidade para Mulheres do Mississippi hospeda o Simpósio de Escritores Eudora Welty para promover e celebrar o trabalho de escritores sulistas contemporâneos.[51]
- O professor de escultura da Universidade Estadual do Mississippi, Critz Campbell, projetou móveis inspirados em Welty, que foram apresentados na revista Smithsonian, no The New York Times, no Los Angeles Times, noThe Washington Post e na revista Elle, e no Discovery Channel.
- Um retrato de Eudora Welty está pendurado na National Portrait Gallery do Smithsonian; foi pintado por sua amiga Mildred Nungester Wolfe.[52]
- Em 10 de setembro de 2018, Eudora Welty se tornou a primeira autora homenageada com um marco histórico pela Mississippi Writers Trail. O marco histórico foi instalado na Eudora Welty House and Garden em Jackson, Mississippi.[53]

## Trabalhos

### Coleções de contos
- A Curtain of Green, 1941
- The Wide Net and Other Stories, 1943
- The Golden Apples, 1949
- The Bride of the Innisfallen and Other Stories, 1955
- Thirteen Stories, 1965
- The Collected Stories of Eudora Welty, 1980
- Moon Lake and Other Stories, 1980
- Morgana: Two Stories from The Golden Apples, 1988

### Romances
- The Robber Bridegroom (novela), 1942
- Delta Wedding, 1946
- The Ponder Heart, 1954[b]
- The Shoe Bird (infantil), 1964
- Losing Battles, 1970
- The Optimist's Daughter, 1972

### Ensaios
- The Eye of the Story, 1979
- One Writer's Beginnings, 1984
- On Writing, 2002